# بركان نيراجونجو
بركان نيراجونجو (بالإنجليزية: Mount Nyiragongo)‏ هو بركان طبقي يبلغ ارتفاعه 3,470 متر (11,380 قدم). يقع داخل متنزه فيرونغا الوطني، في جمهورية الكونغو الديمقراطية، على بعد نحو 20 كيلومترا شمل غوما وبحيرة كيفو. و هو واحد من أنشط البراكين في أفريقيا . يبلغ عرض الحفرة الرئيسية حوالي كيلومترين وتحتوي عادة على بحيرة من الحمم البركانية. يختلف عمق بحيرة الحمم البركانية بشكل كبير. حيث سجل أقصى ارتفاع لبحيرة الحمم البركانية عند حوالي 3,250 متر (10,660 قدم) قبل ثوران يناير 1977 وعمق بحيرة حوالي. وبعد ثوران يناير 2002، سجلت بحيرة الحمم البركانية مستوى منخفض يبلغ حوالي2,600 متر (8,500 قدم). وبركان نيراجونجو ونياموراغيرا [الإنجليزية] المجاور له مسؤولان عن 40 في المائة من الانفجارات البركانية التاريخية في أفريقيا.

## الثورانات

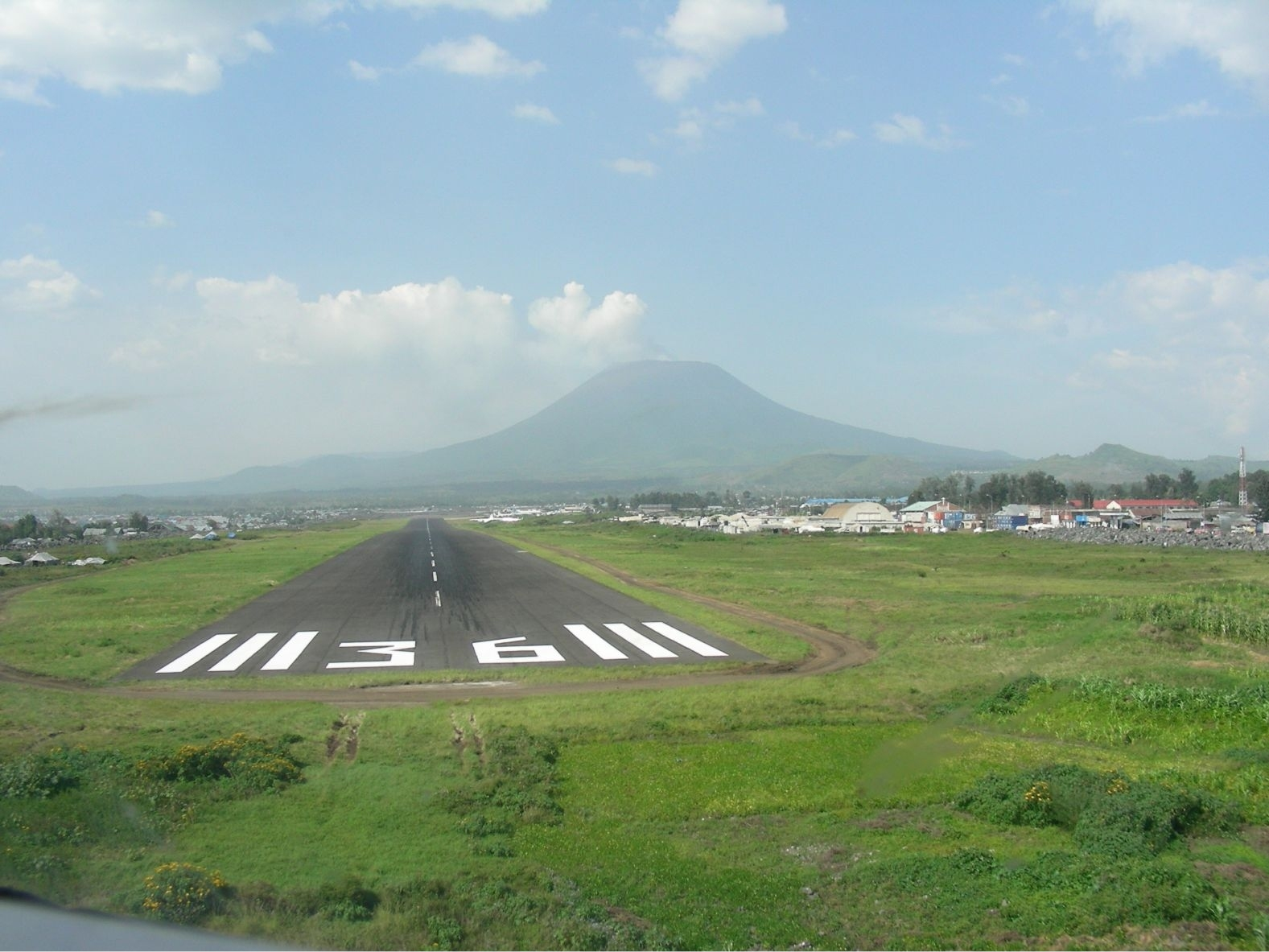
مطار غوما تحت ظل نيراغونغو: البنية التحتية في منطقة مهددة بالثورانات البركانية

تشكلت بحيرة الحمم البركانية النشطة على فوهة البركان بين عامي 1894 و 1977 و في العاشر من شهر يناير عام 1977م، تشققت جدران الجبل و تدفقت الحمم البركانية السائلة لتغمر خلال أقل من ساعة واحدة عدة قرى مما أدى إلى وفاة 70 شخصاً حسب التقديرات، و لكن بعض التقارير أشارت إلى أرقام أعلى بكثير وصلت إلى آلاف الأشخاص.

### ثوران 2021
ثار البركان مجددًا مساء السبت 22 مايو 2021 حوالي الساعة 17:00 ت.ع.م، وبحسب تقارير فإن حمم اللافا تحركت مقتربة من مطار غوما ثم اتجهت نحو مركز مدينة غوما الشرقية.

## اقرأ أيضا
- انفجار بركاني
- انبثاق بركاني
- بركان طبقي
- بركان درعي
- بركان تصدعي
- صهارة